# Cooper Ornithological Society
La Cooper Ornithological Society (COS), precedentemente chiamata Cooper Ornithological Club, era una società ornitologica americana. Fu fondata nel 1893 in California e operò fino al 2016. Il suo nome commemorò James Graham Cooper, un biologo della California. Ha pubblicato la rivista ornitologica The Condor e la serie monografica Studies in Avian Biology (precedentemente Pacific Coast Avifauna). Ha presentato l'annuale Loye and Alden Miller Research Award, che viene assegnato per la ricerca ornitologica ed è stato membro del Ornithological Council.
Nell'ottobre 2016 la Cooper Ornithological Society ha cessato di funzionare come organismo indipendente; è stato fuso con l'American Ornithologists' Union.